# Élection à la direction du Parti travailliste australien d'octobre 2013
 (juillet 2025).
Si vous disposez d'ouvrages ou d'articles de référence ou si vous connaissez des sites web de qualité traitant du thème abordé ici, merci de compléter l'article en donnant les références utiles à sa vérifiabilité et en les liant à la section « Notes et références ».
L'élection à la direction du Parti travailliste australien d'octobre 2013 a lieu du 10 au 13 octobre 2013 afin d'élire le nouveau chef du parti à la suite de la démission de Kevin Rudd.
Bill Shorten et Anthony Albanese, ce dernier étant alors le leader adjoint du parti, ont tous deux été ministres sous les deux gouvernements successifs de Julia Gillard et, jusqu'à aujourd'hui, les deux seuls candidats à une élection à la direction du parti à laquelle les adhérents publics du parti ont voté.
À l'issue du scrutin, Bill Shorten est élu à la tête du Parti travailliste en recueillant 64 % des voix au premier tour et 40 % au second.

## Contexte
|                             |  |                                                                                       |
| Julia Gillard, ici en 2011. |  | Portrait officiel de Kevin Rudd en tant que ministre des Affaires étrangères en 2010. |

En 2007, le Parti travailliste, alors dirigé par Kevin Rudd, remporte les élections fédérales. Cependant, après une série de changements politiques et un déclin important de la popularité de Rudd, les principaux dirigeants du parti commencèrent à envisager de le remplacer par son adjointe, plus populaire, Julia Gillard. Après deux ans et sept mois à la tête du gouvernement, Rudd démissionne juste avant un vote interne au sein du parti qu'il savait perdu d'avance. Julia Gillard le remplace dans la foulée, devenant ainsi la première femme à prendre la tête du gouvernement australien et la première personne née hors du sol australien à occuper ce poste depuis Billy Hughes (1915-1923).
Le 26 juin 2013, moins de trois mois avant les prochaines élections fédérales, Julia Gillard est déstituée en interne au profit de Kevin Rudd, qui redevient ainsi chef du parti ainsi que Premier ministre. Le 7 septembre, le Parti travailliste est battu par la coalition libérale-nationale de Tony Abbott. Le soir même, Kevin Rudd annonce sa démission de la direction de l'ALP.

## Procédure
Les principes de la procédure de sélection du chef du Parti travailliste ont été redéfinies par Kevin Rudd juste après sa réélection face à Julia Gillard. Les candidats ont une semaine après la déclaration officielle pour se déclarer candidat à l'élection. Dans les cas où l’élection est tenue à la suite d’une vacance du poste, les candidats doivent recevoir le soutien de 20 % du caucus syndical fédéral pour que leur candidature soit valide.
Si deux candidats ou plus sont confirmés, des bulletins de vote sont remis aux membres du parti. Au bout de deux semaines, les députés et sénateurs travaillistes votent pour le poste. Selon les règles du parti, les deux blocs de vote sont pondérés de manière égale, le caucus parlementaire et les membres du parti représentant chacun 50 %.

## Résultats
Alors qu'il avait remporté le vote du caucus, Bill Shorten échoue à recceuillir la majorité au sein des adhérents du parti face à Anthony Albanese, mais se voit tout de même élire à la tête du parti le 13 octobre 2013.